# Afrixalus aureus
Afrixalus aureus és una espècie de granota de la família dels hiperòlids que viu a Moçambic, Sud-àfrica, Eswatini i, possiblement també, Zimbàbue.
Està amenaçada d'extinció per la pèrdua del seu hàbitat natural.